# Crofton Park
Crofton Park est une zone anglaise située au sud-est de Londres, dans le borough londonien de Lewisham.